# Satoru Makino
Satoru Makino (牧野 悟 Makino Satoru?, nacido el 25 de noviembre de 1990 en Tokio) es un exfutbolista japonés. Jugaba de delantero y su último club fue el FC Ryukyu de Japón.

## Trayectoria

### Clubes
| Club             | País  | Año  |
| ---------------- | ----- | ---- |
| Zweigen Kanazawa | Japón | 2013 |
| FC Ryukyu        | Japón | 2014 |

## Estadística de carrera

### J. League
| Club      | Año   | J. League | J. League | Copa J. League | Copa J. League | Total | Total |
| Club      | Año   | Part.     | Goles     | Part.          | Goles          | Part. | Goles |
| --------- | ----- | --------- | --------- | -------------- | -------------- | ----- | ----- |
| FC Ryukyu | 2014  | 8         | 0         | -              | -              | 8     | 0     |
| Total     | Total | 8         | 0         | 0              | 0              | 8     | 0     |